# Berlin Treptower Park
Berlin Treptower Park – przystanek kolejowy w Berlinie, w Niemczech. Przystanek posiada 2 perony.